# Tipula klossi
Tipula klossi är en tvåvingeart som beskrevs av Edwards 1916. Tipula klossi ingår i släktet Tipula och familjen storharkrankar. Inga underarter finns listade i Catalogue of Life.